# Quentin Ruffacq
Quentin Ruffacq (7 december 1989) is een Belgische atleet, die gespecialiseerd is in het hordelopen. Hij werd tweemaal Belgisch kampioen.

## Biografie
Ruffacq nam in 2007 op de 110 m horden deel aan de Europese kampioenschappen U20. Hij werd met een derde plaats uitgeschakeld in de series. Het jaar nadien bereikte hij op hetzelfde nummer de finale van de wereldkampioenschappen U20.
Indoor op de 60 m horden en outdoor op de 110 m horden veroverde Ruffacq in 2009 zijn eerste medailles op de Belgische kampioenschappen. In 2011 werd hij voor het eerst Belgisch kampioen op de 110 m horden. Op de 60 m horden veroverde hij in 2018 zijn eerste titel.
Ruffacq was aangesloten bij Dour Sport en Excelsior Sports Club.

## Belgische kampioenschappen
outdoor
| Onderdeel    | Jaar |
| ------------ | ---- |
| 110 m horden | 2011 |

indoor
| Onderdeel   | Jaar |
| ----------- | ---- |
| 60 m horden | 2018 |

## Persoonlijke records
Outdoor
| Onderdeel    | Prestatie | Datum       | Plaats        |
| ------------ | --------- | ----------- | ------------- |
| 110 m horden | 13,98 s   | 18 mei 2014 | Aix-les-Bains |

Indoor
| Onderdeel   | Prestatie | Datum            | Plaats |
| ----------- | --------- | ---------------- | ------ |
| 60 m horden | 7,82 s    | 15 februari 2014 | Gent   |

## Palmares

### 60 m horden
- 2009:  BK AC indoor – 8,14 s
- 2010:  BK AC indoor – 8,02 s
- 2012:  BK AC indoor – 8,01 s
- 2013:  BK AC indoor – 7,90 s
- 2014:  BK AC indoor – 7,82 s
- 2015:  BK AC indoor – 7,85 s
- 2016:  BK AC indoor – 7,88 s
- 2017:  BK AC indoor - 7,89 s
- 2018:  BK AC indoor - 7,87 s

### 110 m horden
- 2007: 3e in series EK U20 te Hengelo – 14,22 s
- 2008: 8e WK U20 te Bydgoszcz – 13,65 s
- 2009:  BK AC – 14,34 s
- 2011:  BK AC – 14,15 s
- 2012:  BK AC – 14,07 s
- 2014:  BK AC – 14,03 s